# Szászvár
Szászvár is een plaats (nagyközség) en gemeente in het Hongaarse comitaat Baranya. Szászvár telt 2696 inwoners (2001).